# Герб Містковичів
Герб Містковичів — офіційний символ села Містковичі, Самбірського району Львівської області, затверджений 27 січня 2006 року рішенням сесії Містковицької сільської ради.
Автор — А. Гречило.

## Опис
У щиті, розтятому на зелене та червоне поля, золота голова оленя анфас, обабіч якої та вгорі між рогами — по срібній 8-променевій зірці.

## Зміст
Голова оленя вказує на одного з представників місцевої фауни, а також може підкреслювати розташування села на Самбірщині. Три зірки є символом постійності, також уособлювали три інші села, підпорядковані сільській раді.